# 2637 Bobrovnikoff
2637 Bobrovnikoff è un asteroide della fascia principale. Scoperto nel 1919, presenta un'orbita caratterizzata da un semiasse maggiore pari a 2,2550935 UA e da un'eccentricità di 0,2351173, inclinata di 4,93508° rispetto all'eclittica.